# Коваленко Вадим Федорович
Коваленко Вадим Федорович (3 березня 1907, Харків, Російська імперія — 1989, Москва, РРФСР, СРСР) — український радянський науковець в області електроніки та теплофізики, лауреат Ленінської премії (1965).

## Життєпис
Народився 3 березня 1907 року в Харкові у сім'ї вчителя початкових шкіл. Рано (1920) втратив матір і вже з 14 років почав працювати, спочатку конторником, потім вчителем в школі-семирічці. 
У 1925-1927 рр. навчається в Донецькому інституті народної освіти на фізико-математичному відділенні, після закінчення якого знову працює вчителем. Ще через рік його відряджають на навчання в Ленінградський політехнічний інститут. Після закінчення інституту в 1932 направлений на роботу в Ленінградський електрофізичний інститут, в лабораторію професора Д. А. Рожанського.
З 1935 р. працював в НДІ-9 під керівництвом видатного вченого, члена-кореспондента АН СРСР М. О. Бонч-Бруєвича. У НДІ-9 працював в основному над створенням малопотужних мікрохвильових генераторів і підсилювачів. 
У 1940 отримав 7 авторських свідоцтв на винаходи, які досі актуальні. У число винаходів увійшли: багатосекційний клістрон, відбивний клістрон, спосіб модуляції частоти клістрона (зміною напруги відбивача). Найбільшим науково-технічним досягненням Вадима Федоровича, мабуть, є винахід багатопроменевого клістрона на основному виді коливань.
З початком війни відразу був мобілізований на фронт і воював в 122 Червонопрапорній танковій бригаді, начальником зв'язку в званні інженер-капітана.
У 1945 році він переїхав до Москви, де в травні 1946 р. прийнятий на посаду провідного інженера в ЦНДІ-108 Міністерства промисловості засобів зв'язку. Працюючи в інституті, написав дисертацію на здобуття наукового ступеня кандидата технічних наук і успішно захистив її. 
У серпні 1948 р. переводиться на роботу в м. Фрязіно, в НДІ-160 на посаду старшого наукового співробітника.
У січні 1949 року призначають начальником відділу 170. Продовжуючи наукову роботу, він пише книгу «Введення в електроніку надвисоких частот». Ця книга написана виключно ясною і зрозумілою мовою. У ній наведено багато конкретних розрахунків вузлів і пристроїв НВЧ-приладів, параметрів зарубіжних приладів, експериментальних даних. Книга заслужено мала успіх у студентів, техніків, інженерів і наукових співробітників.
У лютому 1952 року на його особисте прохання переводять з поста начальника відділу 170 на посаду старшого наукового співробітника. Під його особистим керівництвом у відділі було розроблено три нових прилади, налагоджений їх серійний випуск на заводі, який тривав до 1967 р., з виходом до 40 000 шт. щорічно. У ті ж роки він написав чудову книгу — підручник з НВЧ-електроніки, подав кілька заявок на винаходи, отримав 4 авторських свідоцтва, ряд технічних статей.
З листопада 1955 — начальник відділу науково-технічної інформації № 100. Його інформаційно-аналітична діяльність поширюється на роботи як НДІ-160, так і інших підприємств галузі.
З 1971 по 1979 рр. він випускає 6 ґрунтовних оглядів, присвячених стану і перспективам розвитку електроніки НВЧ в СРСР і за кордоном.
У 1965 р. група фахівців інституту по розробці малопотужних вузькосмугових клістронів у складі  Миколи Дев'яткова, В. Ф. Коваленко, М. Б. Голанта, Д. М. Петрова відзначена Ленінською премією.
У 1965-1968 працює начальником лабораторії аналізу та узагальнень відділу 100, після чого переходить (на особисте прохання) на роботу старшим науковим співробітником. До цього часу у нього було 55 наукових праць: 20 книг і брошур, 19 статей, 16 авторських свідоцтв.
У 1970-ті роки пише три розділи книги про фізичні процеси при виготовленні ЕВП НВЧ. 
У 1975 році у видавництві «Радянське радіо» виходить його книга «Теплофізичні процеси та електровакуумні прилади».